# لوسنيتس
لوسنيتس (بالألمانية: Lößnitz) هي بلدة ألمانية تقع في ألمانيا في ساكسونيا.[بحاجة لمصدر] يقدر عدد سكانها بـ 10,424 نسمة .

## المدن التوأمة
مدينة برغهولزهاوزن هي مدينة توأمة لـلوسنيتس.

## أعلام
- مصطفى أماري
- خواكيم كيرشنر